# إسماعيل غنام
إسماعيل غنام (مواليد 6 يونيو عام 2000 - )، هو لاعب كرة قدم مصري. يلعب حاليا مع نادي أنكونيتانا الإيطالي.
لعب في مركز المهاجم الثاني مع نادي جوبيو الإيطالي. ومنتخب مصر للشباب تحت عشرين سنة  وقد بدأ اللاعب مسيرته منذ الصغر في المحلة حيث التحق بأكاديمية ناصر النني والد محمد النني في الرابعة من عمره . رفض نادي المحلة طلب الزمالك المقدم بشراء اللاعب بعد مباراة ودية جمعت الفريقين، قبل أن يرفضوا طلب الإسماعيلي كذلك، رغم وعد مدرب الإسماعيلي للشباب انذاك بتصعيده للفريق الأول إذا تمت الصفقة. مسؤولو نادي المحلة قاموا بتصعيد اللاعب ليشارك في فريق مواليد عام 98 بدلا من المشاركة مع فريق مواليد عام 2000 . سفر اللاعب لإيطاليا والظروف هناك منعت اللاعب من الذهاب للاختبار في نادي اكسلسيورالهولندي. بعد استقراره في إيطاليا لعب لنادي فالكو الإيطالي قبل أن يشاهده وكيل لاعبين شهير يدعى لويجي وقع اللاعب للوكيل وبعد فترة وقع عقدا مع نادي فروزينوني لمدة موسم ليلعب لفريق الشباب هناك ثم في النهاية انتقل لنادي جوبيو في دوري الدرجة الثالثة الإيطالي.